# Yiğitcan Turna
Yiğitcan Turna (Manyas, 7 marzo 1987) è un cestista turco.